# Amaris
Amaris – międzynarodowa organizacja specjalizująca się w obszarze doradztwa w zakresie technologii i zarządzania z siedzibą w Genewie, liczącą ponad 2650 pracowników na koniec 2016 roku. Grupa jest obecna w 50 krajach, posiadając ponad 50 biur na świecie.
Obszar doradztwa obejmuje sektor IT, strategii oraz usług outsourcingowych zawierających się w następujących pionach biznesowych: technologie informacyjne oraz biznesowe systemy informacyjne zarządzania, inżynieria w zakresie zaawansowanych technologii, telekomunikacja, biotechnologia oraz farmacja.
Grupa pozycjonowana jest jako jedna z najbardziej dynamicznych i najszybciej rozwijających się firm sektora prywatnego, wyróżniana przez magazyn Challenge „strongest recruiters”, jak również Decideur Magazine „Best consulting firm in health, pharma & biotech sector”.

## Historia
Grupa Amaris powstała w 2007 roku, początkowo oferując usługi doradcze dla sektora bankowego. W przeciągu pięciu lat egzystencji utworzyła międzynarodową sieć połączeń dywersyfikując zakres posiadanego know how.
W 2012 roku nastąpiło przejęcie grupy Thales działającej w Europie Środkowo-Wschodniej z siedzibą w Austrii. Przejęcie umożliwiło ekspansję w kolejnych 27 krajach, jak również rozwój usług Qloudwise „chmury”.
Międzynarodowa organizacja CISCO wyróżniła w 2013 roku AMARIS tytułem „Managed Advanced Partner” w zakresie infrastruktury serwisowej. Rok później nastąpiło przejęcie włoskiego oddziału Thales SAP. Tego samego roku Olivier Brourhant, AMARIS CEO, był członkiem oficjalnej delegacji Liderów Biznesu kierowanej przez Prezydenta Republiki Francuskiej odbywającej się w Kanadzie.